# Love Comes Quickly
«Love Comes Quickly» es un sencillo del dúo de synthpop británico Pet Shop Boys, lanzado por Parlophone el 24 de febrero de 1986 e incluido luego en su álbum debut Please.

## Canción
La canción trata sobre alguien que se enamora rápidamente y no puede evitarlo, y como se desenamora con la misma rapidez. Fue escrita en el estudio que tenía el dúo en Camden entre 1984 y 1985, al mismo tiempo que componían «I'm Not Scared». Posteriormente, junto con el productor estadounidense Stephen Hague, trabajaron incluyendo cuerdas altas, que serían un distintivo en sus futuras canciones, junto con un secuenciador y un solo de saxofón interpretado por Andy Mackay de la banda de rock Roxy Music. Hague colaboró también con la letra, escribiendo los primeros dos acordes en la mitad de la canción.

## Video
El video musical, dirigido por Andy Morahan y Eric Watson, muestra al dúo en un escenario sencillo, se utilizan tomas de la cara de Tennant cantando, intercaladas con montajes borrosos de las caras de varias otras personas; en algunos puntos, se superponen tomas de Lowe, acostado sobre una construcción de una cuadrícula cuadrada, sobre estas tomas. 

## Recepción
La canción alcanzó el #19 en las listas británicassiendo una decepción para el dúo que la veían como una de sus favoritas, mientras que en Estados Unidos se situo #62 en el Billboard Hot 100, con un mejor desempeño en los Dance Club Charts con un décimo puesto.Ned Raggett la describe como "una canción tranquila y nerviosa en comparación con «West End Girls» y «Opportunities», pero aún armada con un ritmo lento y de última generación para mediados de los 80' y un hermoso estribillo en cascada".

## Lista de canciones[7]
| Disco de 7" - Parlophone |                        |          |  |
| N.º                      | Título                 | Duración |  |
| 1.                       | «Love Comes Quickly»   | 4:18     |  |
| 2.                       | «That's My Impression» | 4:45     |  |

| Disco de 12" - Parlophone |                                    |          |  |
| N.º                       | Título                             | Duración |  |
| 1.                        | «Love Comes Quickly» (Mix dance)   | 6:50     |  |
| 2.                        | «That's My Impression» (Mix disco) | 5:18     |  |

| Disco de 12" - EMI America |                                                    |          |  |
| N.º                        | Título                                             | Duración |  |
| 1.                         | «Love Comes Quickly» (Mastermix de Shep Pettibone) | 7:34     |  |
| 2.                         | «Love Comes Quickly» (Mix dub)                     | 6:55     |  |
| 3.                         | «Love Comes Quickly» (Mix dance)                   | 6:50     |  |
| 4.                         | «That's My Impression» (Mix disco)                 | 5:18     |  |

## Posiciones en las listas

### Listas semanales
| Listas (1986)                                    | Posición |
| ------------------------------------------------ | -------- |
| Alemania Occidental (Offizielle Deutsche Charts) | 17       |
| Australia (Australian Music Report)              | 54       |
| Bélgica (Ultratop 50 Singles)                    | 35       |
| Canadá (RPM)                                     | 74       |
| España (AFYVE)                                   | 6        |
| Estados Unidos (Billboard Hot 100)               | 62       |
| Estados Unidos (Dance Club Songs)                | 10       |
| Europa (European Hot 100 Singles)                | 15       |
| Nueva Zelanda (Recorded Music NZ)                | 8        |
| Reino Unido (UK Charts)                          | 19       |
| Suiza (Swiss Hitparade)                          | 24       |